# Pycnogonum arbustum
Pycnogonum arbustum är en havsspindelart som beskrevs av Stock, J.H. 1966. Pycnogonum arbustum ingår i släktet Pycnogonum och familjen Pycnogonidae. Inga underarter finns listade i Catalogue of Life.